# Fragaria iturupensis
Fragaria iturupensis – gatunek poziomki pochodzący z wyspy Iturup (Wyspy Kurylskie). Gatunek został po raz pierwszy opisany w 1973 roku.